# Иодид иридия(I)
Иодид иридия(I) — неорганическое соединение,
соль иридия и иодистоводородной кислоты с формулой IrI,
чёрный порошок.

## Получение
- Разложение иодида иридия(III) (или иодида иридия(II)) при нагревании в токе иодоводорода:

{\displaystyle {\mathsf {IrI_{3}\ {\xrightarrow {355^{o}C}}\ IrI+I_{2}}}}

## Физические свойства
Иодид иридия(I) образует чёрный порошок, по свойствам схожий с бромидом иридия(I).